# كاسيوس دوران
كاسيوس دوران (بالبرتغالية: Cassius Duran‏) هو غطاس برازيلي، ولد في 31 مايو 1979 في ساو باولو في البرازيل.

## وصلات خارجية
- كاسيوس دوران على موقع الاتحاد الدولي للسباحة (الإنجليزية)
- كاسيوس دوران على موقع قاعدة بيانات الغوص IAT (الألمانية)
- كاسيوس دوران على موقع اللجنة الأولمبية الدولية (الإنجليزية)
- كاسيوس دوران على موقع أوليمبيديا (الإنجليزية)